# Robert Fraisse (esgrimidor)
Robert Fraisse (Maisons-Alfort, 12 de abril de 1934-Suresnes, 22 de agosto de 2022) fue un deportista francés que compitió en esgrima, especialista en la modalidad de sable. Ganó una medalla de bronce en el Campeonato Mundial de Esgrima de 1965, en la prueba por equipos.

## Palmarés internacional
| Campeonato Mundial | Campeonato Mundial | Campeonato Mundial | Campeonato Mundial |
| Año                | Lugar              | Medalla            | Prueba             |
| ------------------ | ------------------ | ------------------ | ------------------ |
| 1965               | París (Francia)    | Medalla de bronce  | Sable por equipos  |